# David Souto
David Souto (nacido el 26 de marzo de 1992) es un tenista profesional venezolano, nacido en la ciudad de Caracas. Como tenista Junior alcanzó el puesto número 10 del ranking mundial en el año 2009 y como profesional alcanzó la posición número 208 de la ATP, antes de oficializar su retiro en el año 2015.
En 2017 se publica el documental Un sueño sin cumplir, una tesis de grado de Miguel Cicenia que relata la vida de Souto. En marzo de ese mismo año Souto anuncia su regreso al tenis profesional .

## Carrera
Su mejor ranking individual ha sido n.º 208 alcanzado el 21 de abril de 2014, mientras que en dobles logró la posición 307 el 28 de abril de 2014.
No ha logrado hasta el momento títulos de la categoría ATP ni de la ATP Challenger Tour, aunque sí ha obtenido varios títulos Futures tanto en individuales como en dobles.
Su resultado más importante hasta el momento es haber conseguido llegar hasta las semifinales del Challenger de Guayaquil 2013, donde cayó en sets corridos ante el portugués Pedro Sousa por 3-6 y 4-6, quien posteriormente caería en la final ante el argentino y primer cabeza de serie del torneo Leonardo Mayer por 4-6 y 5-7.

### Copa Davis
Desde el año 2010 es participante del Equipo de Copa Davis de Venezuela. Tiene en esta competición un récord total de partidos ganados/perdidos de 9/5 (7/5 en individuales y 2/0 en dobles).

#### Torneos disputados 2014
Souto abre su temporada entrando directamente al cuadro principal del Challenger de Bucaramanga, donde cae en primera ronda ante el ecuatoriano Emilio Gómez; duelo que sería antesala para el enfrentamiento de Copa Davis entre Ecuador y Venezuela que se disputaría una semana más tarde y encuentro donde el servicio terminaría siendo el termómetro del compromiso, marcando la tendencia a favor del venezolano en el primer set con 67% de efectividad de primeros saques en contra del 48% de Gómez, quien después de un lento arranque con el saque logró desde el segundo set elevar su efectividad, lo que coincidió con la disminución de primeros servicios de Souto, cambiando la balanza del partido al cerrar el set final con 58% de Souto por 73% de Gómez para sellar el triunfo del ecuatoriano sobre el venezolano en 2 horas y 12 minutos, con marcador para el criollo de 6-4, 3-6 y 4-6.
Poco más de una semana después de su caída en su primer partido de la temporada, Souto viaja junto al equipo venezolano de Copa Davis conformado también por Ricardo Rodríguez, Luis Martínez, Roberto Maytín y su capitán Willian Campos a Guayaquil, donde el zurdo abre la serie de primera ronda por el pase a las semifinales del Grupo I de la Zona Americana ante un rival con quien había tenido ya cinco encuentros previos Julio César Campozano, perdiendo el partido tras una dura batalla con el local en cinco sets por 3-6, 7-6(5), 6-4, 4-6 y 2-6.
En el primer día de la serie el equipo venezolano no vería luz ante los locales, pues Emilio Gómez entraría ese mismo día a la cancha de arcilla del Guayaquil Tenis Club con amplia determinación para ganar su partido ante Ricardo Rodríguez en sets corridos por 6-0, 6-3 y 6-4.
Pero en el segundo día de la serie la dupla conformada por Roberto Maytín y Luis David Martínez daría esperanzas al país visitante de salvar la serie venciendo a la pareja de Emilio Gómez y Giovanni Lapentti en cuatro parciales por 6-2, 4-6, 6-3 y 6-2. Sin embargo en el tercer día de actividad Emilio Gómez finiquitaría su compromiso ante Souto con amplia contundencia por 6-1, 6-1 y 6-1, ganando la serie para Ecuador. Por su parte el quinto punto de la serie se jugó al mejor de tres sets entre el local Gonzalo Escobar y el criollo Ricardo Rodríguez, partido que daría otro punto para Venezuela por 5-7, 6-4 y 6-2, y finalmente dejaría la serie 2-3 para los visitantes.
La racha de Souto de tres partidos perdidos de forma consecutiva quedaría atrás tras avanzar a la segunda ronda de la fase de clasificación de su primer torneo ATP 250, el Torneo de Buenos Aires donde vencería por retiro al zurdo brasileño Thomaz Bellucci por 4-6 y 4-2, momento donde el oriundo de Tieté decidió retirarse por problemas físicos, dando el paso a Souto a la segunda fase de la clasificación donde perdería frente al austriaco Gerald Melzer en 1 hora y 34 minutos por 0-6 y 6-7 (6), encuentro donde la paridad entre ambos quedaría remarcada en el segundo parcial.
Una semana después Souto llegaría como séptimo favorito a su primer torneo en canchas duras de la temporada, el Challenger de Morelos venciendo al colombiano Nicolás Barrientos en primera ronda por0-6, 7-5 y 6-1, y posteriormente cayendo ante el brasileño Henrique Cunha por 3-6, 6-4 y 4-6 en segunda ronda.
El criollo volvería a Ecuador una semana más tarde para disputar como sexto favorito el Challenger de Salinas, donde enfrentaría nuevamente en primera ronda al colombiano Nicolás Barrientos y lo vencería en esta ocasión con mayor comodidad que la anterior por 6-3 y 6-3, sin embargo, cae en nuevamente en segunda ronda ante otro brasileño, José Pereira en tres parciales por 6-4, 4-6 y 2-6, manteniendo una racha de no poder ganar dos partidos consecutivamente.
La raqueta masculina número uno de Venezuela llega con expectativas a los Juegos Suramericanos de 2014 en Santiago de Chile, haciendo su debut en los juegos con una victoria contundente ante el joven paraguayo Lucas Escobar por 6-2 y 6-0. Pero luego caería en la ronda siguiente ante el chileno Jorge Aguilar por 6-4, 5-7 y 1-6; de esta forma quedando eliminado de la competencia individual. Sin embargo obtendría la medalla de oro en dobles mixtos junto a Adriana Pérez.
Cae primera ronda en el Challenger de Panamá y el Challenger de Barranquilla ante Martin Kližan por 4-6 y 2-6, y Facundo Argüello (tenista) por 3-6 y 2-6 respectivamente.
En el Challenger de Guadalupe también cae en primera vuelta frente al cuarto preclasificado, el estadounidense Michael Russell por 4-6, 6-1 y 3-6.
Posterior a su derrota venezolano jugaría una tripleta de torneos en Brasil, en el Challenger de Itajaí es derrotado en primera ronda por el francés Tak Khunn Wang por 6-2 y 6-2. Su siguiente parada en la gira fue el IS Open de Tenis donde vence en primera ronda al egipcio y 190 del mundo para el momento Mohamed Safwat por 6-1 y 7-6 (4) para luego ser derrotado por Guido Pella en la ronda siguiente por parciales de 6-2, 5-7, 4-6. En su última parada del tour brasilero Souto disputa el Challenger de Santos donde cae en primera ronda frente al sueco Markus Eriksson por 5-7, 6-3, 4-6.
A pesar de cosechar pocos triunfos en la temporada Souto clasifica al Challenger de Cali como octavo favorito, donde vence en primera ronda al ecuatoriano Giovanni Lapentti que había recibido un Wild Card para participar en el cuadro principal por marcador de 6-3 y 6-4. Posteriormente derrota al belga Yannik Reuter por 6-4, 3-6 y 7-6 (5), clasificando así a sus primeros cuartos de final de la temporada y rompiendo una racha de no poder obtener triunfos consecutivos. En la ronda posterior enfrenta al argentino y cuarto cabeza de serie del torneo Facundo Bagnis perdiendo el encuentro por 4-6 y 3-6.
Souto viaja a París para jugar la clasificación de Roland Garros cayendo en primera vuelta frente al ruso Andrey Kuznetsov por marcador de 2-6 y 2-6.
Debido a sus malos resultados en la temporada el criollo vuelve a jugar torneos Future y el primero que disputa de estos es en Arad, Rumania donde se le es concedido un Wild Card para jugar la clasificación donde supera a George Botezan por 6-3 y 6-4 y a Vlad Victor Cornea por 6-3, 2-6 y 6-2 para así participar en el cuadro principal del torneo rumano como segundo cabeza de serie. Ya en primera ronda Souto derrota contundentemente a Marius Frosa por 6-0 y 6-1, pero cae en segunda vuelta contra el local Vasile Antonescu por 4-6 y 3-6.
El criollo vuelve al circuito Challenger sin encontrar suerte, retirándose en primera ronda ante Chase Buchanan en el Challenger de Arad tras haber perdido el primer set por 5-7. Luego el criollo disputa el Challenger de Caltanissetta donde también debe retirarse en la ronda inicial ante Facundo Bagnis cayendo 3-6 y 0-3 en el marcador. Aún sin encontrar suerte con sus resultados, Souto viaja a Ecuador donde participa en apenas su tercer torneo en canchas duras de la temporada, el Challenger de Manta donde cae en su partido inaugural frente al brasileño Henrique Cunha por parciales de 6-4, 5-7 y 2-6.
Souto regresa a su ciudad natal Caracas para jugar el Future F1 de Venezuela derrotando a Inaki Giménez Pilutik en primera ronda por 6-3 y 6-4, a Daniel Etcheverry en segunda vuelta por 6-3 y 6-2, y a Jorge Brian Panta en cuartos de final por 6-4 y 6-3 para luego caer frente a Mauricio Echazu en semifinales por parciales de 6-7(5), 6-2 y 2-6.
El caraqueño viaja a Valencia, Venezuela para disputar el Futuro F2 de su país natal, derrotando a Brian Orradre en primera vuelta por parciales de 6-3 y 7-6(2), a Matias Franco Descotte en segunda ronda por 6-3, 3-6 y 6-4 y debe retirarse en su partido de cuartos de final frente a Mateo Nicolás Martínez cuando el encuentro se encontraba a un set por lado 6-4, 2-6 y 2-1.
Souto tenía pautado participar en el Futuro F3 de Venezuela que se disputaría en la ciudad de Maracaibo, sin embargo, sufrió una fuerte lesión en su codo izquierdo que lo obligó a retirarse del tercer torneo y posteriormente a ser operado, hecho que lo dejó sin poder competir en el reprechaje del Grupo I de la Zona Americana de Copa Davis donde Venezuela cayó frente a Uruguay por 1-4.
Tras la recuperación de su operación Souto inicia el mes de noviembre disputando el México F12, donde cae en cuartos de final frente al guatemalteco Christopher Diaz-Figueroa y el México F13 donde por lesión debe retirarse de la cancha al inicio de su partido de octavos de final frente al mexicano Tigre Hank. Aún lesionado Souto representa a Venezuela la semana siguiente en los XXII Juegos Centroamericanos y del Caribe haciendo presencia en los cuadros de dobles masculino donde consigue la medalla de bronce junto a su compañero Roberto Maytín y dobles mixto junto a Adriana Pérez consiguiendo la medalla de plata en esta categoría. Tras el evento, Souto despide quizás la temporada más accidentada de su carrera tenística en el ranking 602 del planeta.
| N.º | Fecha                   | Torneo                 | Categoría               | Superficie | Ind/Out | Ronda |
| 1.  | 20 de enero de 2014     | Bucaramanga            | ATP Challenger Tour 80  | Arcilla    | Outdoor | R32   |
| 2.  | 31 de enero de 2014     | Copa Davis vs Ecuador  | Copa Davis vs Ecuador   | Arcilla    | Outdoor | 1r    |
| 3.  | 10 de febrero de 2014   | Buenos Aires           | ATP250                  | Arcilla    | Outdoor | Q2    |
| 4.  | 17 de febrero de 2014   | Morelos                | ATP Challenger Tour 90  | Dura       | Outdoor | R16   |
| 5.  | 24 de febrero de 2014   | Salinas                | ATP Challenger Tour 80  | Arcilla    | Outdoor | R16   |
| 6.  | 10 de marzo de 2014     | Juegos Suramericanos   | Odesur                  | Arcilla    | Outdoor | R16   |
| 7.  | 17 de marzo de 2014     | Panamá                 | ATP Challenger Tour 80  | Arcilla    | Outdoor | R32   |
| 8.  | 24 de marzo de 2014     | Barranquilla           | ATP Challenger Tour 80  | Arcilla    | Outdoor | R32   |
| 9.  | 28 de marzo de 2014     | Guadalupe              | ATP Challenger Tour 110 | Dura       | Outdoor | R32   |
| 10. | 7 de abril de 2014      | Itajaí                 | ATP Challenger Tour 80  | Arcilla    | Outdoor | R32   |
| 11. | 14 de abril de 2014     | San Pablo              | ATP Challenger Tour 80  | Arcilla    | Outdoor | R16   |
| 12. | 21 de abril de 2014     | Santos                 | ATP Challenger Tour 80  | Arcilla    | Outdoor | R32   |
| 13. | 28 de abril de 2014     | Cali                   | ATP Challenger Tour 80  | Arcilla    | Outdoor | CF    |
| 14. | 19 de mayo de 2014      | Roland Garros          | GS                      | Arcilla    | Outdoor | Q1    |
| 15. | 26 de mayo de 2014      | Bacau, Rumania F3      | Future $15.000+H        | Arcilla    | Outdoor | R16   |
| 16. | 2 de junio de 2014      | Arad                   | ATP Challenger Tour 80  | Arcilla    | Outdoor | R32   |
| 17. | 9 de junio de 2014      | Caltanissetta          | ATP Challenger Tour 110 | Arcilla    | Outdoor | R32   |
| 18. | 30 de junio de 2014     | Manta                  | ATP Challenger Tour 80  | Dura       | Outdoor | R32   |
| 19. | 7 de julio de 2014      | Caracas, Venezuela F1  | Future $10.000          | Dura       | Outdoor | SF    |
| 20. | 14 de julio de 2014     | Valencia, Venezuela F2 | Future $15.000          | Dura       | Outdoor | CF    |
| 21. | 10 de noviembre de 2014 | Huatulco, México F12   | Future $15.000          | Dura       | Outdoor | CF    |
| 22. | 17 de noviembre de 2014 | Mazatlán, México F13   | Future $15.000          | Arcilla    | Outdoor | R16   |

#### Torneos disputados 2015
Souto inicia su año tenístico la última semana de enero haciendo presencia en la clasificación del Challenger de Bucaramanga 2015 cayendo en su primer encuentro frente al brasileño Pedro Bernardi por retiro, estando quiebre abajo en el set final del encuentro. El criollo retoma la acción en la clasificación del Challenger de Santo Domingo 2015 como octavo favorito aún sin encontrar resultados favorables perdiendo su encuentro inicial frente al brasileño Pedro Sakamoto por 3-6 y 3-6.
El venezolano pisa tierras salvadoreñas la tercera semana de febrero como sexto preclasificado en El Salvador F1, donde consigue resultados desbordantes haciéndose con su primer título desde octubre de 2013, logrando derrotar en la final al local y primer sembrado Marcelo Arévalo por marcador de 6-1 y 6-2, siendo ésta la final en la que menos juegos ha perdido el criollo.
El caraqueño juega el Panamá F1 y cae en cuartos de final frente al primer cabeza de serie del torneo Darian King 6-7(2) y 6-7(7), tras su derrota en tierras centroamericanas Souto viaja a Venezuela para disputar la serie de Copa Davis frente a Costa Rica, David abre dicha serie ganando el primer punto para Venezuela por 6-3, 7-6(4) y 6-3 frente a Julian Saborio. Venezuela culmina una serie perfecta frente a Costa Rica 5-0.
En octubre de ese año, tras pésimos resultados y malestares físicos Souto decide retirarse temporalmente del tenis profesional.
| N.º | Fecha                 | Torneo                      | Categoría                | Superficie      | Ind/Out | Ronda |
| 1.  | 26 de enero de 2015   | Bucaramanga                 | ATP Challenger Tour      | Arcilla         | Outdoor | Q1    |
| 2.  | 9 de febrero de 2015  | Santo Domingo               | ATP Challenger Tour      | Arcilla (verde) | Outdoor | Q2    |
| 3.  | 16 de febrero de 2015 | Santa Tecla, El Salvador F1 | Future $10.000           | Arcilla         | Outdoor | G     |
| 4.  | 23 de febrero de 2015 | Ciudad de Panamá, Panamá F1 | Future $10.000           | Arcilla         | Outdoor | CF    |
| 5.  | 6 de marzo de 2015    | Copa Davis vs Costa Rica    | Copa Davis vs Costa Rica | Dura            | Outdoor | 1R    |
| 6.  | 23 de marzo de 2015   | Olavarria, Argentina F2     | Future $10.000           | Arcilla         | Outdoor | R32   |
| 7.  | 4 de mayo de 2015     | Cali                        | ATP Challenger Tour      | Arcilla         | Outdoor | R32   |
| 8.  | 11 de mayo de 2015    | Pereira, Colombia F1        | Future $10.000           | Arcilla         | Outdoor | R32   |
| 9.  | 27 de julio de 2015   | Medellín, Colombia F6       | Future $15.000           | Arcilla         | Outdoor | CF    |
| 10. | 3 de agosto de 2015   | Bucaramanga, Colombia F7    | Future $15.000           | Arcilla         | Outdoor | R32   |

#### Regreso a las canchas (2017)
Tras 21 meses de ausencia en las competencias debido a lesiones que provocaron su retiro a los 23 años, Souto vuelve a competir en junio de este año. Debido al largo período de ausencia, el venezolano tendrá la opción de jugar con ranking protegido (771) una gira de torneos Futuros en Argentina que constará de paradas en Villa Del Dique, Córdoba y Villa María, todos en canchas de polvo de ladrillo.
Su regreso a las canchas se materializó finalmente en el mes de julio de 2017, en el Challenger de Medellín, dejando un buen sabor de boca, donde después de sortear con éxito la fase de clasificación, eliminó en primera ronda al estadounidense Charles Force con un contundente 6-4; 6-3. Luego, en segunda ronda, cayó derrotado a manos del neozelandés José Statham por un doble 3-6, quien a su vez, fuera eliminado en semifinales por el a la postre campeón del torneo, el Chileno Nicolás Jarry Fillol.

## Títulos/Finales Junior

### Individuales Junior (5)
| Leyenda (Singles) |
| ----------------- |
| Grand Slam (0)    |
| Grado A (0)       |
| Grado B (0)       |
| Grado 1–5 (5)     |

| N.º | Fecha                 | Torneo                                                                  | Superficie   | Oponentes en la final | Resultado     |
| --- | --------------------- | ----------------------------------------------------------------------- | ------------ | --------------------- | ------------- |
| 1.  | 16 de octubre de 2007 | Chinese Taipei International Junior Championships, Chinese Taipei       | Arcilla (G4) | Jack Carpenter        | 3-6, 7-5, 7-5 |
| 2.  | 5 de enero de 2009    | 45th Coffee Bowl, San José                                              | Dura (G1)    | Denis Kudla           | 6-2, 6-2      |
| 3.  | 12 de enero de 2009   | Copa Gatorade, Caracas                                                  | Dura (G1)    | Agustín Velotti       | 7-6 (5), 6-2  |
| 4.  | 8 de abril de 2009    | International Junior Championships of Morocco (AJC Warm Up), Casablanca | Arcilla (G2) | Nikala Scholtz        | 6-2, 6-4      |
| 5.  | 14 de abril de 2009   | VII Open ITF Junior Pilar De La Horadada, Alicante                      | Dura (G3)    | Stanislav Poplavsky   | 6-3, 6-2      |

### Finalista Individuales Junior (2)
| N.º | Fecha               | Torneo                                                              | Superficie | Oponentes en la final | Resultado |
| --- | ------------------- | ------------------------------------------------------------------- | ---------- | --------------------- | --------- |
| 1.  | 2 de julio de 2007  | 14th Aruba International Junior Tournament, Aruba                   | Dura (G4)  | Michael Davis         | 3-6, 3-6  |
| 2.  | 15 de abril de 2008 | VI Open Obralia International Junior Pilar De La Horadada, Alicante | Dura (G3)  | Michael Davis         | 5-7, 1-6  |

### Dobles Junior (3)
| Leyenda (Singles) |
| ----------------- |
| Grand Slam (0)    |
| Grado A (0)       |
| Grado B (0)       |
| Grado 1–5 (3)     |

| N.º | Fecha                   | Torneo                                                              | Superficie | Pareja                  | Oponentes en la final               | Resultado        |
| --- | ----------------------- | ------------------------------------------------------------------- | ---------- | ----------------------- | ----------------------------------- | ---------------- |
| 1.  | 31 de diciembre de 2007 | 44th Coffee Bowl (Copa del Cafe), San José                          | Dura (G1)  | Juan Vazquez-Valenzuela | Michael Thompson Ashley Watling     | 6-4, 7-5         |
| 2.  | 15 de abril de 2008     | VI Open Obralia International Junior Pilar De La Horadada, Alicante | Dura (G3)  | Dominik Schulz          | Joaquín Pérez Santos Sánchez Patiño | 6-3, 6-4         |
| 3.  | 5 de enero de 2009      | 45th Coffee Bowl (Copa del Café), San José                          | Dura (G1)  | Jesús Brandes           | Mauricio Astorga Gabriel Dias       | 6-0, 3-6, [10-8] |

## Títulos/Finales en Futures

### Individuales 21 (15-6)
| Resultado  | N.º | Fecha                  | Torneo                   | Superficie | Oponente               | Resultado         |
| ---------- | --- | ---------------------- | ------------------------ | ---------- | ---------------------- | ----------------- |
| Campeón    | 1.  | 25 de octubre de 2009  | Caracas, Venezuela       | Dura       | Eduardo Struvay        | 6-2, 6-2          |
| Campeón    | 2.  | 18 de abril de 2010    | Madrid, España           | Arcilla    | Karlis Lejnieks        | 6-4, 7-6 (4)      |
| Campeón    | 3.  | 1 de mayo de 2011      | Valencia, Venezuela      | Dura       | Mauricio Echazú        | 6-4, 3-6, 7-6 (4) |
| Campeón    | 4.  | 8 de mayo de 2011      | Caracas, Venezuela       | Dura       | Duilio Beretta         | 6-3, 6-3          |
| Campeón    | 5.  | 15 de mayo de 2011     | Caracas, Venezuela       | Dura       | Patricio Heras         | 7-6 (7), 6-3      |
| Campeón    | 6.  | 7 de agosto de 2011    | Xátiva, España           | Arcilla    | Matt Reid              | 6-2, 7-6 (6)      |
| Campeón    | 7.  | 6 de mayo de 2012      | Balaguer, España         | Arcilla    | Lorenzo Giustino       | 6-4, 6-4          |
| Subcampeón | 1.  | 20 de mayo de 2012     | Caracas, Venezuela       | Dura       | Julio César Campozano  | 4-6, 3-6          |
| Subcampeón | 2.  | 29 de julio de 2012    | Denia, España            | Arcilla    | Ricardo Rodríguez      | 6-3, 6-7 (4), 1-6 |
| Subcampeón | 3.  | 28 de octubre de 2012  | Caracas, Venezuela       | Dura       | Ricardo Rodríguez      | 4-6, 7-5, 4-6     |
| Campeón    | 8.  | 4 de noviembre de 2012 | Maracaibo, Venezuela     | Dura       | Maximiliano Estévez    | 6-2, 4-6, 1-6     |
| Campeón    | 9.  | 28 de abril de 2013    | Córdoba, México          | Dura       | Nicolas Meister        | 6-3, 6-3          |
| Subcampeón | 4.  | 19 de mayo de 2013     | Caracas, Venezuela       | Dura       | Iván Endara            | 6-7 (4), 6-4, 4-6 |
| Campeón    | 10. | 9 de junio de 2013     | Quintana Roo, México     | Dura       | Mauricio Echazú        | 6-4, 6-2          |
| Subcampeón | 5.  | 4 de agosto de 2013    | Xátiva, España           | Arcilla    | Jordi Samper           | 3-6, 4-6          |
| Campeón    | 11. | 11 de agosto de 2013   | Caracas, Venezuela       | Dura       | Mateo Nicolás Martínez | 7-6 (6), 6-3      |
| Campeón    | 12. | 18 de agosto de 2013   | Caracas, Venezuela       | Dura       | José Hernández         | 6-2, 4-6, 6-2     |
| Campeón    | 13. | 25 de agosto de 2013   | Caracas, Venezuela       | Dura       | Luis David Martínez    | 7-6 (5), 6-4      |
| Campeón    | 14. | 27 de octubre de 2013  | Quintana, México         | Dura       | Darian King            | 4-6, 6-4, 6-1     |
| Subcampeón | 6.  | 1 de diciembre de 2013 | Valencia, Venezuela      | Dura       | Ricardo Rodríguez      | 7-5, 1-6, 4-6     |
| Campeón    | 15. | 16 de febrero de 2015  | Santa Tecla, El Salvador | Arcilla    | Marcelo Arévalo        | 6-1, 6-2          |

### Dobles 9 (7-2)
| Resultado  | N.º | Fecha                   | Torneo                     | Superficie    | Compañero           | Oponentes                                  | Resultado           |
| ---------- | --- | ----------------------- | -------------------------- | ------------- | ------------------- | ------------------------------------------ | ------------------- |
| Campeón    | 1.  | 23 de abril de 2012     | Vic, España                | Arcilla       | Alexander Lobkov    | Jordi Abreu Ricardo Ojeda                  | 7-6 (2), 7-6 (4)    |
| Campeón    | 2.  | 14 de mayo de 2012      | Caracas, Venezuela         | Dura          | Luis David Martínez | Maximiliano Estévez Benjamin Tenti         | 2-6, 7-6(6), [10-4] |
| Campeón    | 3.  | 11 de febrero de 2013   | Mallorca, España           | Arcilla       | Taro Daniel         | Jozef Kovalik Lukas Marsoun                | W/O                 |
| Campeón    | 4.  | 6 de mayo de 2013       | Maracay, Venezuela         | Dura          | Luis David Martínez | Piero Luisi Roman Recarte                  | 6-3, 7-5            |
| Campeón    | 5.  | 13 de mayo de 2013      | Maracaibo, Venezuela       | Dura          | Luis Ramírez        | Piero Luisi Luis David Martínez            | 7-5, 6-4            |
| Campeón    | 6.  | 27 de mayo de 2013      | Quintana Roo, México       | Dura          | Luis David Martínez | Jean-Yves Aubone Austin Krajicek           | 6-4, 4-6, [10-6]    |
| Subcampeón | 1.  | 15 de julio de 2013     | Gandia, España             | Arcilla       | Luis Ramírez        | Joao Domingues Andre Gaspar Murta          | 4-6, 4-6            |
| Subcampeón | 2.  | 29 de julio de 2013     | Xativa, España             | Arcilla       | Luis Ramírez        | Iván Gájov Miguel López                    | 2-6, 6-7 (1)        |
| Campeón    | 7.  | 20 de noviembre de 2017 | Villa del Dique, Argentina | Tierra batida | Franco Emanuel Egea | Juan Ignacio Galarza Tomás Lipovsek Puches | 6-4, 6-3            |

## Ranking ATP al finalizar cada temporada
| Año                     | 2008 | 2009 | 2010 | 2011 | 2012 | 2013 | 2014 | 2015 | 2016 |
| Ranking en individuales | 1479 | 704  | 455  | 419  | 334  | 215  | 602  | 827  | -    |